# Os Acarnânios
Os Acarnânios (também conhecida como Os Acarnianos ou Os Acarnanes) é uma peça de teatro, em forma de sátira, do dramaturgo grego Aristófanes.
O texto ridiculariza os partidários da Guerra do Peloponeso, por meio da personagem principal, Diceópolis. Camponês, ele vai à pólis exigir providências da Assembleia, mas a encontra vazia, só usada por hipócritas ou demagogos. A partir daí, começa a criticar a política adotada por Atenas durante a guerra, que só traz sofrimento para o povo, enquanto os bens nascidos ou aqueles que sabem se aproveitar da retórica e iludem o povo levam a melhor. 
Nesta peça, Aristófanes pronuncia sua opinião por meio da parábase — uma entrada do coro, que se volta para a plateia e discorre sobre as atitudes do autor.